# Fernando Vianna (artista visual)
Fernando Vianna (São Paulo, 1970) é um artista visual, fotógrafo, designer gráfico brasileiro. Seu trabalho combina fotografia analógica e digital, animação eletrônica e design gráfico. Vianna é reconhecido por sua colaboração com artistas como Guto Lacaz, Gal Oppido e Cláudio Thebas.

## Formação e início de carreira
Vianna iniciou seus estudos fotográficos em 2007 com Rachel Hirsch no Centro da Cultura Judaica de São Paulo. Em 2008, participou de um workshop com o fotógrafo italiano Mimmo Cattarinich. Em 2011, começou a estudar com Gal Oppido no Museu de Arte Moderna de São Paulo, estabelecendo uma colaboração contínua que se aprofundou em 2017 com sua entrada no grupo de estudos do fotógrafo.
Em 2018, participou de uma oficina com o fotógrafo francês Alain Laboile na Leica Gallery SP. Também é formado em design gráfico e tem experiência em edição e diagramação de livros artísticos.

## Carreira e obras
Vianna é autor de livros como Desmemórias (2018), publicado no Brasil e em Portugal, em parceria com Inês Till, e 21/20 – Anos Sessenta (2020), de edição independente. Em 2019, coassinou com Gal Oppido o livro Identicidade, publicado pela Editora Origem. Também colaborou na edição dos livros Pequeno dicionário erótico ilustrado japonês‑português‑japonês e Intoxicações poéticas da carne, ambos de Oppido.
Desde meados de 2005, Vianna colabora com o artista multimídia Guto Lacaz, desenvolvendo animações eletrônicas e projetos interativos. Entre as criações destacadas, está o Museu Virtual Santos Dumont, concebido em parceria entre os dois artistas.
Em uma publicação em rede social, Vianna menciona publicamente a influência direta de ambos os artistas: “Sanduíche de Mestres! Obrigado Mestre Guto Lacaz e Mestre Gal Oppido por abrir portas e janelas!”.
Registrou palestras humanizadoras e eventos conduzidos por Cláudio Thebas, por todo país, para a Kaluana Graphic Projects.

## LUX 770
O Coletivo Lux 770 é formado pelos fotógrafos Fábio Zerbini, Felipe Ferrara, Fernando Vianna, Karen Caetano e Mariana Seber, que se conheceram no grupo de estudos do fotógrafo Gal Oppido. Cada artista tem seu trabalho individual, em diversas frentes de ação e poéticas particulares. Em 2019 começaram a trabalhar em conjunto, para ampliar os horizontes e combinar os talentos, no desenvolvimento de novos projetos coletivos e participação em festivais de fotografia.
Entre suas atividades estão a criação e o desenvolvimento de projetos autorais, registro fotográfico documental e artístico, produção editorial, elaboração e edição de publicações, organização, planejamento e curadoria de exposições, além de atividades relacionadas à pesquisa e experimentação em linguagens fotográficas contemporâneas.

## Exposições
- 2005 – "Meu Brasil é com S", Istituto Europeo di Design, Barcelona, Espanha
- 2016 – "Entreatos", Teatro Augusta, São Paulo
- 2018 – "Respira SP", Conjunto Nacional, São Paulo
- 2018 – "Desmemórias", individual, Mai Será o Benedito, São Luiz do Paraitinga
- 2019 – "Identicidade", Galeria Lume, São Paulo
- 2020 – "Leituras Fotográficas", Clube Paulistano, São Paulo
- 2021 – "O eu é um outro", Galeria Lume, São Paulo
- 2022 – "21|20 – Anos Sessenta", Odisseia Casa de Cultura, São Paulo
- 2023  – "Na borda Infinito", em parceria com Guto Lacaz, São Paulo
- 2025 – "Affectum", com o coletivo LUX 770, participante do Festival de Fotografia de São Paulo.[4]
- 2025 – "A natureza como sentimento", Festival de Tiradentes, Minas Gerais

## Publicações
- Album Desmemórias: São Paulo, 2018
- Identicidade: São Paulo, 2019[5]
- 21|20: São Paulo, 2022
- Fotensaios 4, São Paulo, 2024

## Prêmios e reconhecimentos
- IED Espanha (2005), Selecionado para exposição "Meu Brasil é com S" em Barcelona, Espanha.
- Prêmio Jabuti (2015), categoria Ilustração Infantil, por A roupa nova do arco-da-velha, de Flávia Savary
- Projeto premiado Galeria Lume, "Isolados, mas nunca sozinhos" (2020), com Fábio Zerbini, Karen Caetano e Felipe Ferrara
- Monfest (2025), Selecionado, Casale Monferrato, Itália

## Estilo e impacto
Vianna trabalha com narrativas visuais que cruzam a estética analógica e digital, com forte influência da linguagem teatral, da arte gráfica e do design experimental. Seu trabalho combina técnica, memória e resgate cultural com uma abordagem contemporânea e sensível às questões ambientais e sociais.